# Cattleya marcaliana
Cattleya marcaliana là một loài thực vật có hoa trong họ Lan. Loài này được (Campacci & Chiron) Van den Berg mô tả khoa học đầu tiên năm 2008.